# حسين الأزهري
حسين الأزهري هو الشيخ حسين الأزهري العزاوي، الذي خرّج عدداً من أعلام الفقه والفتوى خلال مسيرته التي تجاوزت القرن متنقلاً بين كثير من البلدان مثل مصر وفلسطين وتركيا، واختار ربوع دير الزور ليستقر فيها ويوارى الثرى في ترابها.

## نسبه
ينتسب الشيخ حسين الأزهري العزاوي إلى عشيرة عزة العربية، ومن هنا جاءته نسبة العزاوي.

## نشأته وحياته
ولد الشيخ حسين الأزهري في بغداد عام 1810 وقد بدأ بطلب العلم وهو ابن ستة أعوام وعندما بلغ العشرين من عمره حمل رحاله إلى مصر لينهل من علم علمائها ويصقل خبراته بمعارفها، حيث استقر في الجامع الأزهر ومن هنا جاءت شهرته بالأزهري وبقي في مصر سبعة وعشرين عاماً حصل خلالها على اجازات من كبار علماء المذاهب الأربعة وخاصة من علماء المذهب الشافعي، وحاز مرتبة شيخ الرواق البغدادي.
وقد تخرج على يده عشرات العلماء الأفاضل في مصر ومنهم الشيخ محمد عبدو مفتي الديار المصرية، وفي عام 1857 خرج الشيخ الأزهري من مصر متوجهاً إلى عكا بفلسطين وبقي فيها أربعة عشر عاماً حيث أجازه الشيخ علي نور الدين اليشرطي الشاذلي شيخ السادة الشاذلية، وفي عام 1871 غادر فلسطين إلى تركيا حيث مكث في إسطنبول واحداً وثلاثين عاماً وتخرج على يده سبعة وخمسين عالماً منهم إسماعيل حقي الأزميري صاحب تفسير «روج البيان».
وفي عام 1902 توجه الشيخ حسين الأزهري لزيارة أهله في مسقط رأسه بغداد ومر بمدينة دير الزور فأعجبته وأعجب بأهلها الطيبين الكرماء لما لاقاه من حفاوة وتكريم منهم، حيث كانت المدينة في ذلك الوقت شبه معزولة مكتفية بما يتداول فيها عبر شيوخ الطرق الصوفية المتواجدين في المساجد والزوايا والتكايا، فوجد من واجبه مساعدة أهلها للخروج من التخلف والجهل الذي كان يحيط بهم، واتخذ الجامع الحميدي وتكية الراوي مكاناً له.
والتف من حوله العلماء في حلقات العلم التي كان يعقدها وازداد عدد التلاميذ من حوله بسبب صيته الذي ذاع في المدينة وريفها، وبدأ العلماء يتوافدون إليه لينهلوا من خبراته ومعارفه التي اكتسبها خلال رحلته ومشواره الطويل بين البلدان، ومن تلامذته كان الشيخ محمد سعيد العرفي مفتي دير الزور والشيخ محمد رشيد الخوجة مفتي محافظة الرقة، والشيخ ملا نهر مفتي محافظة الحسكة، وقد درس عنده أيضاً الشاعر محمد الفراتي.
وفي عام 1904 تزوج من امرأة ديرية حين كان عمره أربعة وتسعين عاماً وأنجبت له ولدين.

## مؤلفاته
للشيخ حسين مؤلفات عديدة في الفقه والحديث والتفسير والنحو والصرف، وتفسير لثمانية أجزاء من القرآن الكريم، ومجموعة من الفتاوى، وعدد من الرسائل والتعليقات.

## وفاته
توفي رحمه الله عام 1936 في مدينة دير الزور ودفن فيها، وكان عمره 127 عامًا قضاها في نشر العلم والفضلية، وقد شيعه أهل الفرات بجنازة مهيبة، وتحول البيت الذي كان يقطنه إلى مسجد يعرف في دير الزور باسم مسجد النور.

## انظر أيضًَا
| - دير الزور. - الجامع الحميدي. - ويس النقشبندي. - محمد سعيد العرفي. | - تكية الراوي. - تكية الشيخ ويس. - تكية الشيخ عبد الله. - الطريقة الشاذلية. |